# Канторова лестница

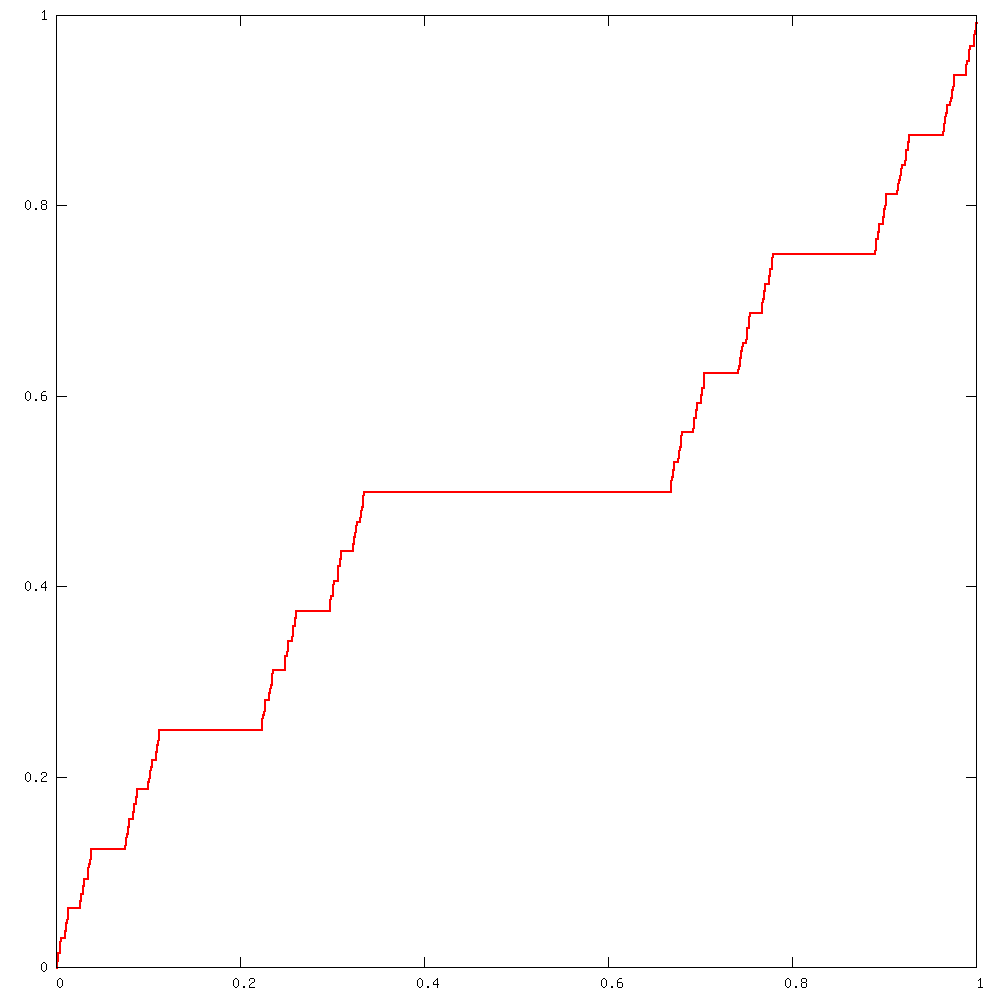
Канторова лестница

Канторова лестница — пример непрерывной монотонной функции {\displaystyle [0,1]\to [0,1]}, которая не является константой, но при этом имеет производную, равную нулю в почти всех точках (сингулярной функции). Иногда называется «Чёртовой лестницей» или «дьявольской лестницей».

## Построения

### Стандартное
В точках 0 и 1 значение функции принимается равным соответственно 0 и 1. Далее интервал (0, 1) разбивается на три равные части {\displaystyle \left(0,{\frac {1}{3}}\right)}, {\displaystyle \left({\frac {1}{3}},{\frac {2}{3}}\right)} и {\displaystyle \left({\frac {2}{3}},1\right)}. На среднем сегменте полагаем {\displaystyle F(x)={\frac {1}{2}}}. Оставшиеся два сегмента снова разбиваются на три равные части каждый, и на средних сегментах {\displaystyle F(x)} полагается равной {\displaystyle {\frac {1}{4}}} и {\displaystyle {\frac {3}{4}}}. Каждый из оставшихся сегментов снова делится на три части, и на внутренних сегментах {\displaystyle F(x)} определяется как постоянная, равная среднему арифметическому между соседними, уже определенными значениями {\displaystyle F(x)}. На остальных точках единичного отрезка определяется по непрерывности.
Полученная функция называется канторовой лестницей.

### По двоичной и троичной записи
Любое число {\displaystyle x\in [0,1]} можно представить в троичной системе счисления {\displaystyle x=(0{,}a_{1}a_{2}\dots )_{3}}, {\displaystyle a_{i}\in \{0,1,2\}}.
Если в записи {\displaystyle 0{,}a_{1}a_{2}\dots } встречается 1, выбросим из неё все последующие цифры и в оставшейся последовательности заменим каждую двойку на 1.
Получившаяся последовательность {\displaystyle 0{,}b_{1}b_{2}\dots } даёт запись значения канторовой лестницы в точке {\displaystyle x} в двоичной системе счисления.

## Свойства
- Производная канторовой лестницы определена и равна нулю во всех точках, кроме канторова множества.
- Канторова лестница непрерывна, ограниченной вариации, но не абсолютно непрерывна.
- Канторова лестница не обладает свойством Лузина.